# Targowisko próżności (serial telewizyjny)
Targowisko próżności (ang. Vanity Fair, 1998) – brytyjski serial obyczajowy w reżyserii Marca Mundena.
Światowa premiera serialu miała miejsce 1 listopada 1998 roku na antenie BBC. Ostatni odcinek serialu został wyemitowany 6 grudnia 1998 roku. W Polsce serial nadawany był dawniej na kanale TVP1.

## Obsada
- Natasha Little jako Becky Sharp
- Frances Grey jako Amelia Sedley
- David Ross jako pan Sedley
- Philip Glenister jako William Dobbin
- Michele Dotrice jako pani Sedley
- Janine Duvitski jako Bute Crawley
- Anton Lesser jako Pitt Crawley
- Nathaniel Parker jako Rawdon Crawley
- Jeremy Swift jako Jos Sedley
- Tom Ward jako George Osborne
- Stephen Frost jako Bute Crawley
- Tim Woodward jako John Osborne